# Tomas Johansson (Ringer)

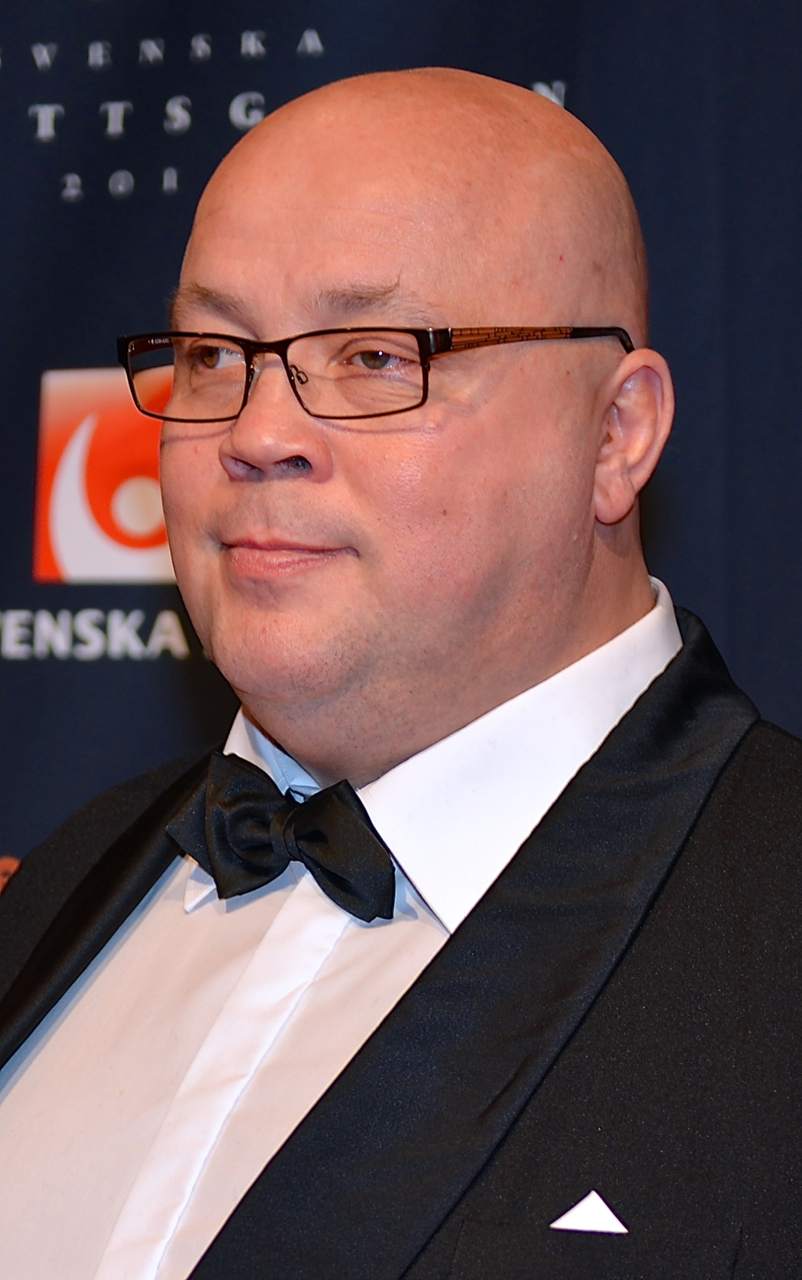
Tomas Johansson im Januar 2014

Karl Tomas Ingemar Johansson (* 20. Juli 1962 in Haparanda) ist ein ehemaliger schwedischer Ringer. Er war Weltmeister 1986 und Gewinner der olympischen Silbermedaille 1992 in Barcelona im griechisch-römischen Stil im Superschwergewicht.

## Werdegang
Tomas Johansson begann als Jugendlicher 1972 bei Haparanda SKT mit dem Ringen. Diesem Verein gehörte er von 1972 bis 1997 an. Seine Trainer während seiner langen Karriere waren L. Myllari, Olle Björken und Pelle Stalnaeke. Zu Beginn seiner Laufbahn startete Johansson in beiden Stilarten Freistilringen und griechisch-römisch, später konzentrierte er sich auf den griechisch-römischen Stil. Er war im Juniorenbereich anfangs noch ein Schwergewichtler (bis 100 kg Körpergewicht) und belegte 1979 in dieser Klasse bei den Junioren-Europameisterschaften im heimischen Haparanda den 6. Platz im griechisch-römischen Stil. Danach wechselte Johansson in das Superschwergewicht (damals bis 130 kg Körpergewicht) und wurde 1981 erstmals schwedischer Meister bei den Senioren im griechisch-römischen Stil. Im gleichen Jahr startete Johansson mit 19 Jahren erstmals auch bei den Europameisterschaften im griechisch-römischen Stil in Göteborg, bei denen er einen achtbaren 5. Platz belegte. Bei den Weltmeisterschaften des gleichen Jahres in Oslo bestätigte er diese Leistung mit einem 6. Platz.
Während Tomas Johansson im Juniorenbereich bei allen Großturnieren eine Medaille gewann, ließ der Erfolg im Seniorenbereich auf sich warten. Bei den Weltmeisterschaften 1983 in Kiew erreichte Johansson den 7. Platz und verfehlte bei den Europameisterschaften in Jönköping ein Jahr später im Freistil mit dem 4. Platz knapp eine Medaille. Außerdem kam er im griechisch-römischen Stil auf Platz 6.
Bei den Olympischen Spielen 1984 in Los Angeles war aufgrund der Abwesenheit der osteuropäischen Konkurrenz das sportliche Niveau für ein internationales Turnier relativ schwach. Johansson nutzte diese Chance und gewann mit der Silbermedaille im Superschwergewicht seine erste Medaille im Seniorenbereich. Die Freude darüber aber währte nicht lange, da Johansson aufgrund der nachgewiesenen Einnahme von verbotenen muskelfördernden Mitteln disqualifiziert wurde und seine Medaille zurückgeben musste. Des Weiteren wurde ein Jahr Startverbot für alle Wettkämpfe erteilt.
Nach Ablauf der Sperre kehrte Tomas Johansson erfolgreicher als je zuvor auf die Ringermatte zurück. Zunächst gewann er bei den Europameisterschaften 1986 in Athen im Superschwergewicht die Bronzemedaille im griech.-röm. Stil, in dem er von da an ausschließlich rang. Anschließend gewann Johansson im gleichen Jahr bei der Weltmeisterschaft in Budapest überraschend den Weltmeistertitel. Im Finale bezwang er dabei den sowjetischen Top-Favoriten Wladimir Grigorjew nach Punkten.
1987 wurde Johansson jeweils Vize-Europameister und Vize-Weltmeister. Er scheiterte dabei jedes Mal an dem starken sowjetischen Meister Igor Rostorozki, konnte aber dafür zweimal den starken bulgarischen Meister Rangel Gerowski schlagen. Im Frühjahr 1988 startete Tomas Johansson bei der Europameisterschaft im norwegischen Kolbotn. Unter seinen Kontrahenten befand sich dabei erstmals auch der sowjetische Ausnahmeathlet Alexander Karelin, welcher zu dieser Zeit 20 Jahre alt war und international noch keinen Vergleich verloren hatte. Diese unglaubliche Serie sollte noch weitere 12 Jahre halten.
Tomas Johansson gewann in seiner weiteren Laufbahn hinter Karelin noch mehrere Medaillen. 1988 gelang ihm der Gewinn der olympischen Bronzemedaille. Im darauffolgenden Jahr belegte er bei den Europa- und Weltmeisterschaften ebenfalls jeweils den Bronze-Rang. 1990 wurde Johansson in Rom hinter Karelin sogar Vize-Weltmeister sowie ein Jahr später in Aschaffenburg Vize-Europameister. Bei der Weltmeisterschaft 1991 in Warna fand seine Erfolgsserie jedoch ein abruptes Ende, als er schon in der ersten Runde an dem deutschen Meister Raimund Edfelder scheiterte. Beide Ringer brachten während des Kampfes keine Wertung zustande, wurden disqualifiziert und landeten gemeinsam auf dem letzten Platz.
Bei den Olympischen Spielen 1992 in Barcelona erreichte Johansson das Finale und musste sich letztendlich nur dem Seriensieger Alexander Karelin geschlagen geben, welcher ihn nach 1:33 Minuten schulterte. Im Jahr 1993 kam es während der Weltmeisterschaften in Stockholm zur Neuauflage des olympischen Finales. Auch hier hieß der Sieger Alexander Karelin. Tomas Johansson gewann letztendlich die Bronzemedaille, welche seine letzte Medaille bei einer internationalen Meisterschaft sein sollte.
In den darauffolgenden Jahren belegte Tomas Johansson bei internationalen Meisterschaften die Plätze 4 bis 7. Er zeigte dabei vermehrt, dass er nicht mehr über sein altes Leistungsniveau verfügt. Stellte bisher in der Regel nur Alexander Karelin für Johansson eine unüberwindbare Barriere dar, so musste er immer öfters auch einer neuen Generation von Ringern, wie z. B. Matt Ghaffari, Piotr Kotok, Sergei Mureiko und Juha Ahokas den Vortritt lassen. Deshalb beendete Thomas Johansson nach den Olympischen Spielen 1996 seine internationale Ringerlaufbahn.
Johansson startete bis 1998 noch für den deutschen Bundesligaverein SV „Siegfried“ Hallbergmoos und anschließend für ein Jahr für den BK „Loke“ Gävle, bevor er endgültig den Abschied von der Matte nahm. Heute arbeitet er als Trainer und leitet Seminare über das Ringen.
Im Jahr 1986 erhielt Johansson die Svenska-Dagbladet-Goldmedaille und wurde mit dem Radiosportens Jerringpris ausgezeichnet.

## Wettkampfbilanz (Übersicht)
| Jahr | Turnier                        | Ort              | Platz  | Stilart            | Gewichtsklasse     |
| ---- | ------------------------------ | ---------------- | ------ | ------------------ | ------------------ |
| 1979 | U20-Europameisterschaften      | Haparanda        | 6      | griechisch-römisch | Schwergewicht      |
| 1980 | Junioren-Europameisterschaften | Bursa            | 3      | griechisch-römisch | Schwergewicht      |
| 1980 | Weltcup                        | Trelleborg       | 3      | griechisch-römisch | Superschwergewicht |
| 1981 | Internationales Turnier        | Västerås         | 3      | griechisch-römisch | Superschwergewicht |
| 1981 | U20-Weltmeisterschaften        | Vancouver        | 3      | griechisch-römisch | Superschwergewicht |
| 1981 | Europameisterschaften}         | Göteborg         | 5      | griechisch-römisch | Superschwergewicht |
| 1981 | Weltmeisterschaften            | Oslo             | 6      | griechisch-römisch | Superschwergewicht |
| 1982 | U20-Europameisterschaften      | Leipzig          | 3      | Freistil           | Superschwergewicht |
| 1982 | U20-Europameisterschaften      | Leipzig          | 3      | griechisch-römisch | Superschwergewicht |
| 1983 | Internationales Turnier        | Klippan          | 3      | griechisch-römisch | Superschwergewicht |
| 1983 | Internationales Turnier        | Warschau         | 3      | griechisch-römisch | Superschwergewicht |
| 1983 | Weltmeisterschaften            | Kiew             | 7      | griechisch-römisch | Superschwergewicht |
| 1984 | Europameisterschaften          | Jönköping        | 4      | Freistil           | Superschwergewicht |
| 1984 | Europameisterschaften          | Jönköping        | 6      | griechisch-römisch | Superschwergewicht |
| 1984 | Olympische Sommerspiele        | Los Angeles      | ohne * | griechisch-römisch | Superschwergewicht |
| 1986 | Europameisterschaften          | Athen            | 3      | griechisch-römisch | Superschwergewicht |
| 1986 | Weltmeisterschaften            | Budapest         | 1      | griechisch-römisch | Superschwergewicht |
| 1987 | Europameisterschaften          | Tampere          | 2      | griechisch-römisch | Superschwergewicht |
| 1987 | Weltmeisterschaften            | Clermont-Ferrand | 2      | griechisch-römisch | Superschwergewicht |
| 1988 | Europameisterschaften          | Kolbotn          | 3      | griechisch-römisch | Superschwergewicht |
| 1988 | Olympische Sommerspiele        | Seoul            | 3      | griechisch-römisch | Superschwergewicht |
| 1989 | Europameisterschaften}         | Oulu             | 3      | griechisch-römisch | Superschwergewicht |
| 1989 | Weltmeisterschaften            | Martigny         | 3      | griechisch-römisch | Superschwergewicht |
| 1990 | Grand Prix                     | Budapest         | 3      | griechisch-römisch | Superschwergewicht |
| 1990 | Weltmeisterschaften            | Rom              | 2      | griechisch-römisch | Superschwergewicht |
| 1991 | Europameisterschaften          | Aschaffenburg    | 2      | griechisch-römisch | Superschwergewicht |
| 1991 | Weltmeisterschaften            | Warna            | 16     | griechisch-römisch | Superschwergewicht |
| 1992 | Europameisterschaften          | Kopenhagen       | 11     | griechisch-römisch | Superschwergewicht |
| 1992 | Olympische Sommerspiele        | Barcelona        | 2      | griechisch-römisch | Superschwergewicht |
| 1993 | Nordic Championship            | Herning          | 1      | griechisch-römisch | Superschwergewicht |
| 1993 | Weltmeisterschaften            | Stockholm        | 3      | griechisch-römisch | Superschwergewicht |
| 1994 | Weltmeisterschaften            | Tampere          | 4      | griechisch-römisch | Superschwergewicht |
| 1995 | Europameisterschaften          | Besançon         | 7      | griechisch-römisch | Superschwergewicht |
| 1995 | Weltmeisterschaften            | Prag             | 6      | griechisch-römisch | Superschwergewicht |
| 1996 | Europameisterschaften          | Budapest         | 6      | griechisch-römisch | Superschwergewicht |
| 1996 | Olympische Sommerspiele        | Atlanta          | 7      | griechisch-römisch | Superschwergewicht |

* 2. Platz wegen Dopings nachträglich aberkannt

## Internationale Erfolge
(OS = Olympische Spiele, WM = Weltmeisterschaft, EM = Europameisterschaft, GR = griech.-röm. Stil, F = Freistil, S = Schwergewicht, SS = Super-Schwergewicht, damals bis 100 kg bzw. 130 kg Körpergewicht)
- 1979, 6. Platz, Junioren-EM (Juniors = bis zum 18. Lebensjahr) in Haparanda, GR, S, hinter Waleri Zokolajew, UdSSR, Tamás Gáspár, Ungarn, Tzeko Popow, Bulgarien, Wieslaw Josczyk, Polen u. Ion Stignei, Rumänien;
- 1980, 3. Platz, Junioren-EM (Juniors) in Bursa, GR, S, hinter Tamás Gáspár u. Wjatscheslaw Klimenko, UdSSR;
- 1980, 3. Platz, World-Cup in Trelleborg, GR, SS, hinter Oleksandr Koltschynskyj, UdSSR u. Jeffrey Blatnick, USA;
- 1981, 3. Platz, Turnier in Västerås, GR, SS, hinter Henryk Tomanek, Polen u. Iwan Karpatskin, UdSSR u. vor Krystian Shomka, Polen u. József Balla, Ungarn;
- 1981, 3. Platz, Junioren-WM (Espoirs = bis zum 20. Lebensjahr) in Vancouver, GR, SS, hinter Igor Rostorozki, UdSSR u. Stoicho Stoitchkow, Bulgarien u. vor Kurt Olsson, USA, John Tenta, Kanada u. Laszlo Kofalfvi, Ungarn;
- 1981, 5. Platz, EM in Göteborg, GR, SS, mit Siegen über Karl Hug, BRD u. Prvoslav Ilić, Jugoslawien u. Niederlagen gegen Henryk Tomanek u. Rangel Gerowski, Bulgarien;
- 1981, 6. Platz, WM in Oslo, GR, SS, mit Siegen über Arturo Diaz, Kuba u. Kjell Svanum, Norwegen u. Niederlagen gegen Nikola Dinew, Bulgarien, Evgeni Artjuchin, UdSSR u. Karl Hug;
- 1982, 3. Platz, Junioren-EM (Espoirs) in Leipzig, F, SS, hinter Hassan Zangiew, UdSSR u. Heiko Geffke, DDR;
- 1982, 3. Platz, Junioren-EM (Espoirs) in Leipzig, GR, SS, hinter Igor Rostorozki u. László Köfalvi, Ungarn;
- 1983, 3. Platz, Turnier in Klippan, GR, SS, hinter Evgeni Artjuchin u. Nikola Dinew u. vor Roman Wrocławski, Polen;
- 1983, 3. Platz, „Wladyslaw-Pytlasinski“-Turnier in Warschau, GR, SS, hinter Henryk Tomanek u. Slawomir Zrobek, beide Polen;
- 1983, 7. Platz, WM in Kiew, GR, SS, hinter Evgeni Artjuchin, Nikola Dinew, Candido Mesa, Kuba, József Nagy, Ungarn, Refik Memišević, Jugoslawien u. Henryk Tomanek;
- 1984, 4. Platz, EM in Jönköping, F, SS, hinter Salman Chassimikow, UdSSR, Adam Sandurski, Polen u. Andreas Schröder, DDR;
- 1984, 6. Platz, EM in Jönköping, GR, SS, mit einem Sieg über Cinan Kenan, Türkei u. Niederlagen gegen Refik Memišević u. Victor Dolipschi, Rumänien; im Kampf gegen Henryk Tomanek konnte Johanson verletzungsbedingt nicht antreten;
- 1984, unplatziert, OS in Los Angeles, GR, SS; eigentlich Gewinn der Silbermedaille mit einem Sieg über Hassan El-Haddad, Ägypten, einer Doppel-Disqualifikation im Kampf gegen Victor Dolipschi und einer Punkt-Niederlage gegen Jeffrey Blatnick, USA; danach Disqualifikation wegen Dopings und Rückgabe der Silbermedaille;
- 1986, 3. Platz, EM in Athen, GR, SS, hinter Nikola Dinew u. Nikolai Makarenko, UdSSR u. vor Roman Wrocławski, László Tóth, Ungarn u. Ioan Grigoraș, Rumänien;
- 1986, 1. Platz, WM in Budapest, GR, SS, vor Wladimir Grigorjew, UdSSR, László Klauz, Ungarn, Duane Koslowski, USA, Ioan Grigoraș u. Andreas Schröder;
- 1987, 2. Platz, EM in Tampere, GR, SS, hinter Igor Rostorozki u. vor Rangel Gerowski, Ioan Grigoraș, Fabio Valguarnera, Italien u. László Klauz;
- 1987, 2. Platz, WM in Clermont-Ferrand, GR, SS, hinter Igor Rostorozki u. vor Rangel Gerowski, Ioan Grigoraș, Duane Koslowski u. Alexander Neumüller, Österreich;
- 1988, 3. Platz, EM in Kolbotn/Norwegen, GR, SS hinter Alexander Karelin, UdSSR u. Krassimir Radojew, Bulgarien u. vor Cinan Kenan, Ioan Grigoraș u. Slawomir Zrobek;
- 1988, Bronzemedaille, OS in Seoul, GR, SS, hinter Alexander Karelin u. Rangel Gerowski u. vor Hassan el Haddad, Kazuja Deguchi, Japan u. László Klauz;
- 1989, 3. Platz, EM in Oulu, GR, SS, hinter Alexander Karelin u. Slawomir Zrobek u. vor György Kékes, Ungarn, Krassimir Radojew u. Juha Ahokas, Finnland;
- 1989, 3. Platz, WM in Martigny/Schweiz, GR, SS, hinter Alexander Karelin u. László Klauz u. vor Krassimir Radojew, Andrew Borodow, Kanada u. Alain Bifrare, Schweiz;
- 1990, 3. Platz, Grand Prix in Budapest, GR, SS, hinter Sergei Mureiko, UdSSR u. László Klauz;
- 1990, 2. Platz, WM in Rom, GR, SS, hinter Alexander Karelin u. vor Rangel Gerowski, László Klauz u. Matt Ghaffari, USA;
- 1991, 2. Platz, EM in Aschaffenburg, GR, SS, hinter Alexander Karelin u. vor György Kékes, Panagiotis Pikilidis, Griechenland, Raimund Edfelder, Deutschland u. Alexander Neumüller;
- 1991, 16. Platz, WM in Warna, GR, SS, Sieger: Alexander Karelin vor Matt Ghaffari u. Rangel Gerowski;
- 1992, 11. Platz, EM in Kopenhagen, GR, SS, Sieger: Alexander Karelin vor Ioan Grigoraș u. György Kékes;
- 1992, Silbermedaille, OS in Barcelona, GR, SS, hinter Alexander Karelin u. vor Ioan Grigoraș, László Klauz, Andrew Borodew u. Lei Tian, VR China;
- 1993, 1. Platz, Nordic Championship in Herning/DK, GR, SS vor Juha Ahokas u. Madis Ounapuu, Estland;
- 1993, 3. Platz, WM in Stockholm, GR, SS, hinter Alexander Karelin u. Sergei Mureiko, Moldawien u. vor Pjotr Kotok, Ukraine, László Klauz u. Huringa, China;
- 1994, 4. Platz, WM in Tampere, GR, SS, hinter Alexander Karelin, Héctor Milián, Kuba u. Pjotr Kotok u. vor Mele Radakovic, Bosnien und Herzegowina u. Matt Ghaffari;
- 1995, 7. Platz, EM in Besançon, GR, SS, hinter Alexander Karelin, Saban Donat, Türkei, Sergei Mureiko, Juha Ahokas, Pjotr Kotoi u. Raimund Edfelder;
- 1995, 6. Platz, WM in Prag, GR, SS, hinter Alexander Karelin, Sergei Mureiko, Matt Ghaffari, Juha Ahokas u. Juri Ewseitschik, Ukraine;
- 1996, 6. Platz, EM in Budapest, GR, SS hinter Alexander Karelin, Pjotr Kotok, Sergei Mureiko, Juha Ahokas u. René Schiekel, Deutschland;
- 1996, 7. Platz, OS in Atlanta, GR, SS, hinter Alexander Karelin, Matt Ghaffari, Sergei Mureiko, Pjotr Kotok, Panagiotis Pikilidis u. René Schiekel

## Schwedische Meisterschaften
Tomas Johansson gewann sechzehnmal (1981–84 u. 1986–97) die schwedische Meisterschaft im griechisch-römischen Stil in der Superschwergewichtsklasse.